# Huragan (film 1928)
Huragan – polsko-austriacki film niemy z 1928 roku.

## Treść
Akcja toczy się w Królestwie Polskim w roku 1863. Magrabia Aleksander Wielopolski, zwolennik ugody z zaborcami namawia władze rosyjskie do przeprowadzenia masowej branki do wojska wśród patriotycznie nastawionej młodzieży. Ma to zapobiec wybuchowi powstania, które ta młodzież przygotowuje. Jednemu z przywódców spisku Tadeuszowi udaje się jednak uniknąć poboru. Zakochuje się w pięknej Helenie, którą ratuje z rąk rosyjskiego oficera - Ignatowa. Tymczasem wybucha powstanie styczniowe i rozpoczynają się krwawe walki.

## Obsada
- Zbigniew Sawan – powstaniec Tadeusz Orda
- Renata Renee – Helena Zawiszanka
- Aleksander Zelwerowicz – Aleksander Wielopolski
- Robert Valberg – hrabia Ignatow, pułkownik czerkiesów
- Jonas Turkow – karczmarz
- Marian Jednowski – Andrzej Zawisza
- Artur Socha – leśnik
- Lucjan Żurowski – adiutant Ignatowa
- Ada Kosmowska – matka Heleny
- Janka Leńska – Janka, siostra Heleny
- Oktawian Kaczanowski
- Janusz Star
- Jaga Boryta
- Jerzy Klimaszewski
- Aleksander Suchcicki
- Zbigniew Ziembiński
- Helena Buczyńska
- Janusz Dziewoński
- Karol Hanusz
- Henryk Małkowski